# VIP (영화)
VIP(The V.I.P.s)은 영국에서 제작된 앤터니 애스퀴스 감독의 1963년 영화이다. 엘리자베스 테일러 등이 주연으로 출연하였다.

## 출연

### 주연
- 엘리자베스 테일러
- 리처드 버튼

### 조연
- 루이 주르당
- 매기 스미스
- 오슨 웰스
- 로드 테일러
- 엘사 마르티넬리
- 마거릿 러더퍼드

## 제작진
- 협력프로듀서: 로이 파킨슨
- 의상: 피에르 가르뎅
- 의상: 위베르 드 지방시